# Bandar Tarutung
Bandar Tarutung is een bestuurslaag in het regentschap Tapanuli Selatan van de provincie Noord-Sumatra, Indonesië. Bandar Tarutung telt 1288 inwoners (volkstelling 2010).